# Fran Núñez
Francisco José Núñez Rodríguez, meglio noto come Fran Núñez (San Bartolomé de Tirajana, 15 maggio 1995), è un calciatore spagnolo naturalizzato dominicano, centrocampista dello Xerez Deportivo.

## Carriera

### Club
Ha giocato in varie squadre tra la terza e la quarta divisione spagnola.

### Nazionale
Nel 2019 ha esordito in nazionale.

## Statistiche

### Cronologia presenze e reti in nazionale
| Cronologia completa delle presenze e delle reti in nazionale ― Isole Vergini Americane | Cronologia completa delle presenze e delle reti in nazionale ― Isole Vergini Americane | Cronologia completa delle presenze e delle reti in nazionale ― Isole Vergini Americane | Cronologia completa delle presenze e delle reti in nazionale ― Isole Vergini Americane | Cronologia completa delle presenze e delle reti in nazionale ― Isole Vergini Americane | Cronologia completa delle presenze e delle reti in nazionale ― Isole Vergini Americane | Cronologia completa delle presenze e delle reti in nazionale ― Isole Vergini Americane | Cronologia completa delle presenze e delle reti in nazionale ― Isole Vergini Americane |
| Data                                                                                   | Città                                                                                  | In casa                                                                                | Risultato                                                                              | Ospiti                                                                                 | Competizione                                                                           | Reti                                                                                   | Note                                                                                   |
| -------------------------------------------------------------------------------------- | -------------------------------------------------------------------------------------- | -------------------------------------------------------------------------------------- | -------------------------------------------------------------------------------------- | -------------------------------------------------------------------------------------- | -------------------------------------------------------------------------------------- | -------------------------------------------------------------------------------------- | -------------------------------------------------------------------------------------- |
| 16-2-2019                                                                              | Santiago de los Caballeros                                                             | Rep. Dominicana                                                                        | 1 – 0                                                                                  | Guadalupa                                                                              | Amichevole                                                                             | 1                                                                                      |                                                                                        |
| 24-3-2019                                                                              | Santiago de los Caballeros                                                             | Rep. Dominicana                                                                        | 1 – 3                                                                                  | Bermuda                                                                                | CONCACAF Nations League 2019-2020 - Qualificazioni                                     | -                                                                                      | 69’                                                                                    |
| 12-10-2019                                                                             | Santo Domingo                                                                          | Rep. Dominicana                                                                        | 3 – 0                                                                                  | Saint Lucia                                                                            | CONCACAF Nations League 2019-2020 - Fase a gironi                                      | -                                                                                      |                                                                                        |
| 15-10-2019                                                                             | Santo Domingo                                                                          | Rep. Dominicana                                                                        | 0 – 0                                                                                  | Montserrat                                                                             | CONCACAF Nations League 2019-2020 - Fase a gironi                                      | -                                                                                      | 55’ 72’                                                                                |
| 16-11-2019                                                                             | Gros Islet                                                                             | Saint Lucia                                                                            | 1 – 0                                                                                  | Rep. Dominicana                                                                        | CONCACAF Nations League 2019-2020 - Fase a gironi                                      | -                                                                                      | 68’                                                                                    |
| 19-11-2019                                                                             | San Salvador                                                                           | El Salvador                                                                            | 2 – 0                                                                                  | Rep. Dominicana                                                                        | CONCACAF Nations League 2019-2020 - Fase a gironi                                      | -                                                                                      | 63’                                                                                    |
| 24-3-2021                                                                              | Santo Domingo                                                                          | Rep. Dominicana                                                                        | 1 – 0                                                                                  | Dominica                                                                               | Qual. Mondiali 2022                                                                    | 1                                                                                      | 64’                                                                                    |
| 4-6-2021                                                                               | Santo Domingo                                                                          | Rep. Dominicana                                                                        | 1 – 1                                                                                  | Barbados                                                                               | Qual. Mondiali 2022                                                                    | -                                                                                      | 46’                                                                                    |
| Totale                                                                                 |                                                                                        | Presenze                                                                               | 8                                                                                      |                                                                                        | Reti                                                                                   | 2                                                                                      |                                                                                        |